# Östra Köpmanskär
Östra Köpmanskär är ett skär i Åland (Finland). Det ligger i Skärgårdshavet och i kommunen Kökar i landskapet Åland, i den sydvästra delen av landet. Ön ligger omkring 65 kilometer öster om Mariehamn och omkring 220 kilometer väster om Helsingfors. Östra
Öns area är 3,3 hektar och dess största längd är 400 meter i sydöst-nordvästlig riktning. Trakten är glest befolkad. Närmaste större samhälle är Kökar, 10,4 km sydväst om Östra Köpmanskär.